# 1992년 동계 올림픽 스위스 선수단
1992년 동계 올림픽 스위스 선수단은 1992년 2월 8일부터 2월 23일까지 프랑스 알베르빌에서 열린 1992년 동계 올림픽에 참가한 올림픽 스위스 선수단이다. 

## 메달 집계

### 종목별 메달 획득 현황
| 종목 | 1 | 2 | 3 | 합계 |
| 종목 | ' | ' | ' | '    |
| 종목 | ' | ' | ' | '    |
| 종목 | ' | ' | ' | '    |
| 합계 | ' | ' | ' | '    |

### 메달리스트
| 메달 | 이름 | 종목 | 세부 종목 | 날짜 (현지시간 기준) |
| ---- | ---- | ---- | --------- | -------------------- |

## 종목별 성적

### 노르딕복합
- 우르스 니트하르트
- 히폴리트 켐프
- 안드레아스 샤트
- 마르코 차루키

### 바이애슬론
남자
- 장마르크 샤블로

### 봅슬레이
- 구스타프 베더
- 도나트 아클린
- 로렌츠 신델홀츠
- 쿠르딘 모렐

- 크리스티안 마일리
- 브루노 게르버
- 크리스티안 라이히
- 게롤트 뢰플러

### 스키점프
- 마르쿠스 겔러
- 슈테판 췬트
- 실뱅 프라이홀츠
- 마르틴 트룬츠

### 아이스하키
(C): 주장
- 안드레 퀸치
- 디노 케슬러
- 산드로 베르타자
- 파트리크 호발트
- 토마스 브라베츠
- 마리오 브로트만
- 마리오 로타리스
- 스벤 로이엔베르거
- 안드레아스 보이틀러
- 안드레아스 톤
- 페터 약스
- 레나토 토시오
- 키스 페어
- 알프레트 뤼티
- 질 몽탕동
- 외르크 에베를레 (C)
- 안드레 뢰텔리
- 레토 파보니
- 마누엘레 첼리오
- 파트리스 브라세
- 자무엘 발머
- 더그 호니거
- 감독:  유하니 탐미넨

### 알파인스키
남자
- 스테브 로셰르
- 다니엘 마러
- 파울 아콜라
- 자비에 지강데
- 우르스 켈린
- 프란츠 하인처
- 마르코 항글

### 크로스컨트리
남자
- 자켐 구이돈
- 한스 디텔름
- 안드레 융겐

여자
- 나타시아 레오나르디 코르테시
- 바르바라 메틀러
- 질케 브라운슈바거
- 브리기테 알브레히트로레탄
- 엘비라 크네히트
- 질비아 호네거

### 프리스타일
남자
- 토마스 라글러
- 페치 모저
- 위르크 비너

여자
- 코니 키슬링